# ヴェーネルン湖

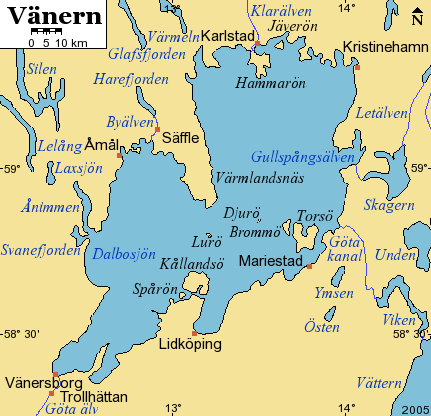
湖周辺の詳細図

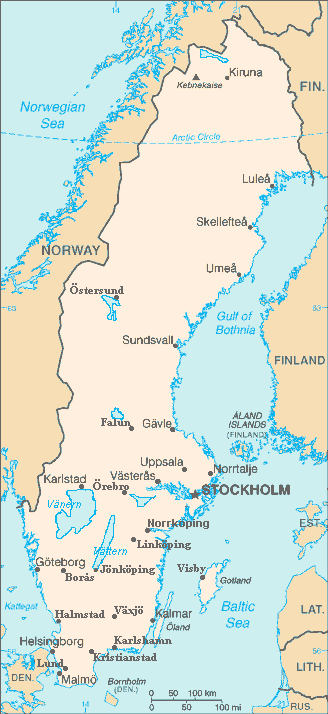
スウェーデンの地図、ヴェーネルン湖は中南部

ヴェーネルン湖（Vänern [ˈvɛ̂ːnɛɳ]）は、スウェーデンで最大、ヨーロッパで3番目に大きい湖である。この湖は、ヴェストラ・イェータランド県とヴェルムランド県の中に位置する。

## 歴史
地質学的には、この湖は、最後の氷期のあと約10,000年前に形成された。氷が溶けたとき、現在のスウェーデン地域の大部分が、湖となった。続いて起こった氷河期後のアイソスタシーによる影響のため、地表が上昇し、ヴェーネルン湖やヴェッテルン湖のような湖が、かたちづくられた。その結果として、通常は淡水湖では見かけない、氷河期から今に残る品種が生息している。

## 地理
ヴェーネルン湖は、5,655 km²の面積を持つ。この湖は、海面から44mの高さに位置し、27mの平均水深がある。この湖の最大深度は、106mである。
地理的には、いくつかのスウェーデンの地方区分に分けられる、イェータランド地域にある。ダールスランド地方に主要部分が属するため、湖水の西の部分は、「Dalbosjö」として知られている。また東の部分は、「ヴェルムランド湖」（Värmlandssjön）として知られ、北部はヴェルムランド県に、南部はヴェストラ・イェータランド県に属する。
主な流入河川は、クラール川（Klarälven）であり、北岸のカールスタッド市の近くで湖に流れ込む。他にはティダン川（Tidan）やリダン川（Lidan）、ノッサン川もある。ヴェーネルン湖の水はイェータ川を通って南西に流れ出ており、スウェーデンを横断するイェータ運河水路の一部となっている。
ヴェーネルン湖が提供する経済的機会は、漁業さらには他都市やカテガット湾へと続くイェータ川による西方への便利な水運によって維持され、何世紀にもわたって存在している湖周辺の町によって示されている。この中には、直接的には、カールスタード（1584年認可）、キリスティネハアムン（Kristinehamn）（1642年）、マリースタッド（Mariestad）（1583年）、リドジェーピング（Lidköping）（1446年）、ベーネルスボリ（Vänersborg）（1644年）、オーモル（Åmål）（1643年）、セッフレ（1649年）が含まれ、間接的には、トロルヘッタン（1916年）が含まれる。
湖の中央にあるデュールエー島を含むデュールエー群島は、デュールエー国立公園（Djurö National Park）として保護されている。西部にはヒンデンス・レヴと呼ばれるモレーンからなる半島がある。湖中の最大の島、トッシュ島には湿地がある。
キネクレー（山）の尾根は、ヴェーネルン湖の南東岸近くに位置する有名な観光地であり、その南西部には石灰質のフェンがある。そこは、湖面から270m高く、湖の絶景を見ることができる。この他、コールランソ島にはレッコ城がある。湖中の島々には砂浜、砂丘、岩、マツ林、トウヒ林がある。
ヴェーネルン湖中群島は2010年にユネスコの生物圏保護区に指定された。また、東部の「キル湾・オーロー湾」および南部の「デッテルン湾」はラムサール条約登録地である。これらの湾内にはヨシが生い茂る。

## 環境
この湖では、環境の観測調査が、毎年行われている。2002年の報告書では、全般的な水質には目だった低下はないが、藻類の増加のために透明度のかすかな低下が見られた。70年代から90年代にかけて窒素の増加が問題であったが、今は規制されて一定水準にある。
いくつかの入り江は富栄養化の問題を抱えており、藻類や植物性プランクトンが過剰に繁殖するようになってきている。

## 魚類
ヴェーネルン湖には、多様な魚類が生息している。地元の人々や政府の担当者は、魚の生育地への様々な脅威に対して、漁業保護計画の実施に取り組んでいる。これらの脅威には、流入河川での水耕栽培、汚染そしてM74症候群（魚類の疾病の一種）が含まれる。ヴェーネルン湖でのスポーツ・フィッシングは、（例えば、サケまたはマスは1人1日最大3匹といった一定の制限はあるが）湖岸からもボートからも、いずれもまだ自由で規制はされていない。商業用の漁業のみ、許可を必要とする。
ヴェーネルン湖の開けた水域で最も一般的な魚は、東のDalbosjönで優勢なキュウリウオ（Smelt）であり、そこには1ヘクタールに平均2,600匹のキュウリウオがいる。2番目に一般的な魚は、サケ科の魚モトコクチマス（Coregonus albula）で、1ヘクタールに200～300匹とこれもまたDalbosjönで特に目立っている。しかし個体数は、温度や水位、水質によって、年ごとに大きく異なる。

### サケ
ヴェーネルン湖には、ヴェーネルン・サーモンとして知られる2種類の湖沼型のサケがいる。そのサケはブラウントラウトの亜種で、ヴェーネルン湖に固有のもので、近隣の湖に産卵する。一つ目の種類は、東の流入河川グルッスポング川にちなんで「グルッスポング・サケ」と呼ばれている。二つ目の種類は、クラレルヴ・サケで、主にクラール川に産卵する。これらの種は、バルト海のサケと同族で、ヴェーネルン湖で9,000年間独自に発達した。これらの種は、降海しないことで有名である。
これらの大きな湖沼型のサケは、約18キログラムの重さがあることで知られている。20キログラムを超える世界最大の湖沼型のサケは、ヴェーネルン湖で捕獲された。それは、ほぼ間違いなくスポーツ・フィッシングをする人の最も望む獲物である。また、流域の川にはタイセイヨウサケなど、他の3種のサケ類の魚もいる。

### 他の魚
ヴェーネルン湖では、基本的にすべての一般的な淡水魚を見つけることができる。最も重要な大型魚はマス、バスそしてパイクパーチ、アスピウス・アスピウスであり、最も重要な小型魚はトゲウオ（stickleback）である。
ヴェーネルン湖には、特徴的な5種類のシロマス（whitefish）が生息している。
- Coregonus albula - モトコクチマス（英語版）
- Coregonus pallasii（ネバ川、フィンランド湾、バルト海でも一般的）
- Coregonus megalops - Lacustrine fluvial whitefish
- Coregonus maxillaris（群は主にスウェーデン周辺で見られる）[5]
- Coregonus widegreni - Valaam whitefish

## 鳥類
ヴェーネルン湖周辺で最も一般的な鳥は、様々なアジサシやカモメである。湾内のヨシ原にはエリマキシギ、ホシハジロ、ツリスガラ、コモンクイナなどが生息している。
鵜（ウ）がおおいに繁殖しており、これは鵜をえさにするウミワシの個体数の増加に寄与している。しかしながら、鵜は漁民の網を襲撃するので、漁民にはあまり喜ばしいことではない。